# Raúl Lavié
Raúl Alberto Peralta, mai cunoscut prin numele său de scenă Raúl Lavié (Rosario, 22 august 1937), poreclit El Negro, este un cântăreț de tango și actor argentinian.

## Biografie
A cântat alături de personalități precum Gidon Kremer, Cacho Tirao, Libertad Lamarque, Juan Carlos Copes și Astor Piazzolla, cu care a realizat mai multe turnee mondiale.
A interpretat pe cele mai prestigioase scene ale lumii; în 1986 a jucat pe Broadway, obținând patru nominalizări pentru premiul Tony, revenind 14 ani mai târziu, pentru a primi o nouă nominalizare pentru acel premiu. El a fost numit vizitator de onoare al orașelor Los Angeles (S.U.A.) și Tokyo (Japonia) și cetățean de onoare al orașelor Chubut, Bariloche, Mar del Plata și Rosario din Argentina. A fost convocat în cadrul programului Fútbol Para Todos pentru a interpreta, alături de Néstor Fabián, imnul echipei Boca Juniors.
A apărut în peste 30 de piese de teatru, la televiziune, în comedii muzicale și telenovele, precum și în 17 filme de lung metraj. El a fost protagonistul spectacolelor Hello, Dolly! (muzical) și Omul din La Mancha în Mexic și Annie, Pippin și Zorba Grecul în Argentina. În plus, el a fost protagonistul unuia dintre cele mai de succes muzicale argentiniene ale ultimilor ani, care a fost reprezentat în toată lumea: Tango Argentino, de Claudio Segovia și Héctor Orezolli. 
În Argentina a realizat înregistrări audio cu cele mai importante orchestre precum cele ale maeștrilor Hector Varela, Hector Stamponi, Angel D'Agostino, Osvaldo Piro, Horacio Salgán și Osvaldo Fresedo, printre alții.

## Premii

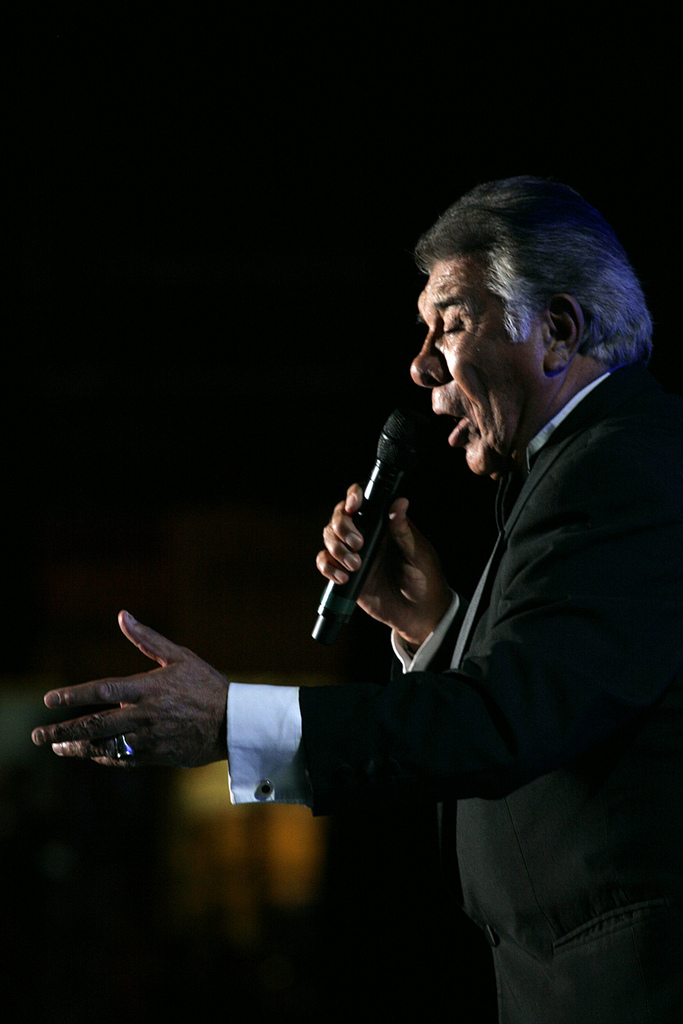
Raúl Lavié cântând în celebrul spectacol Tango Argentino, atunci când a fost prezentat în Buenos Aires, la poalele Obeliscului.

- Premiul ACE de aur - 2005: cea mai bună activitate teatrală, pentru Omul din La Mancha.
- Premiul Konex 2005: cântăreț de tango.
- Premiul Steaua de mare 2002: cel mai bun actor în rol principal, pentru La noche de la basura.
- Premiul Konex de platină 1995: cântăreț de tango.

## Cetățean de onoare al orașelor Rosario și Buenos Aires
El a fost declarat cetățean de onoare al orașului Rosario în 2006.
În 2011 a fost declarat cetățean de onoare al orașului Buenos Aires de către Parlamentul orașului Buenos Aires.

## Relații de familie
El a fost căsătorit cu actrița, jurnalista și modelul Pinky (Lidia Satragno).

## Filmografie
- Historias de amor, de locura y de muerte (1996)
- La ciudad oculta (1989)
- Los gatos (Prostitución de alto nivel) (1985)
- Abierto día y noche (1981)
- La conquista del paraíso (1980) Marcos
- El fantástico mundo de la María Montiel (1978)
- Solamente ella (1975)
- El muerto (1975)
- El Pibe Cabeza (1975) Negro Mota
- Los gauchos judíos (1974)
- Boquitas pintadas (1974)
- Yo gané el prode... y Ud.? (1973)
- La gran ruta (1971)
- Un guapo del 900 (1971)
- Ritmo, amor y juventud (1966)
- Escala musical (1966)
- Muchachos impacientes (1965)
- Club del Clan (1964)

## Discografie
- 1964: "Tangos por... Raúl Lavié" - GROOVE
- 1971: "...el negro Lavié Tango" - CBS
- 1972: "La ciudad de todos" - împreună cu Cacho Tirao - CBS
- 1973: "Raúl Lavié" - MICROFON ARGENTINA S.A.
- 1978: "Porque amo a Buenos Aires" - PHILIPS
- 1979: "El día que me quieras" - PHILIPS
- 1981: "Adiós Nonino" - PHILIPS
- 1985: "Ciclos´85" - PHILIPS
- 1993: "Memoria del Futuro"
- 1995: "Raúl "Polo" Lavié - EMSSA INDUSTRIA ARGENTINA
- 1996: "Gotan" - împreună cu Susana Rinaldi
- 2000: "Baile de domingo" - TANGO CITY
- 2003: "Yo soy el negro" - FONOCAL
- 2007: "50 Años No Es Nada" - LUCIO ALFIZ PRODUCCIONES S.R.L."
- 2009: "Baile de Domingo" - SONY / BMG
- 2009: "Los Elegidos" - SONY MUSIC
- 2009: "Las mujeres de Lavié" - LUCIO ALFIZ PRODUCCIONES S.R.L.
- 2012: "Raúl Lavié con el Sexteto Mayor - Tango" - MEDIA MUSIC

## Single/EPS
- ????: "Mi otro yo" (EP) - RCA VICTOR
- ????: "Canta a Buenos Aires" (EP) - RCA VICTOR
- ????: "Raúl Lavié - Silvia Maru" (EP) - SUNCASTLE
- ????: "Oh! Mi Señor / La gente" (Simple) - RCA VICTOR
- 1970: "Quiera / El cielo que nunca vi" - MUSIC HALL
- 1974: "Boquitas pintadas - Tema original de la película del mismo nombre" (Simple) - MICROFON ARGENTINA S.R.L.
- 1980: "Adiós Nonino / Jacinto Chiclana" (Simple) PHILIPS